# Damata longipennis
Damata longipennis är en fjärilsart som beskrevs av Walker 1855. Damata longipennis ingår i släktet Damata och familjen tandspinnare. Inga underarter finns listade i Catalogue of Life.